# 広島建設
広島建設（ひろしまけんせつ）は、千葉県柏市豊四季に本社を置く総合建設会社である。

## 概要
千葉県、埼玉県、東京都に合わせて16拠点を構えている。
主力事業としては注文住宅ブランド「セナリオハウス」の請負を中心に、土地の開発・仲介・売買・分譲から賃貸物件の管理や法人・事業者向けに、公共施設・商業施設・マンション建設などの大型建築物の建設も請け負っている。
社名に「広島」と付いているため、広島県の企業と間違えられることが多いが、広島県内に支店はない。「広島」と社名に入っているのは、創業者の出身地が広島県福山市のためである。
2013年度から、『特命戦隊ゴーバスターズ』にてヒロインを演じた小宮有紗をイメージキャラクターに起用し、CM・交通広告等の広告媒体に積極的に展開をしている。また、ZOZOマリンスタジアムに看板を掲出し千葉ロッテマリーンズのスポンサーとしての活動を開始し、8月21日にセナリオハウススペシャルナイターという主催試合を開催。
支店
- ショールーム：南柏、船橋、津田沼、三郷、綾瀬
- 住宅展示場：我孫子、柏の葉、幕張、千葉北、越谷レイクタウン、習志野、かしわ沼南、錦糸町、流山おおたかの森
- 分譲企画販売グループ：豊四季（本社）
- セナ・リフォーム課：豊四季
- 販売所：おゆみ野

## 沿革
- 1968年（昭和43年）住宅建設業として個人創業する。
- 1970年（昭和45年）株式会社に改組。
- 1983年（昭和58年）ゼネコン参入。
- 1991年（平成3年）現社名に変更。業績拡大のため、現在地に本社を移転。
- 1998年（平成10年）江東営業所(現夢ギャラリー城東)を開設。
- 2002年（平成14年）グループ再編。
- 2011年（平成23年）総合住宅展示場への店舗展開を開始。
- 2011年（平成23年）注文住宅ブランド『セナリオハウス』展開。
- 2013年（平成25年）店舗統廃合。
- 2018年（平成30年）創業50周年を迎える

## 提供番組
- ひるおび!・JNNニュース（TBS）
- BAYFM
  - SENARIO HOUSE presents ShinTsuyo POWER SPLASH - 2018年4月から2020年3月までスポンサー。
  - TRAFFIC UPDATES（8時42分に提供。）(AWAKE内)
  - 時報スポット
  - ザッツ!おうちの縁ターテイナー（シン・ラジオ -ヒューマニスタは、かく語りき- 毎月最終水曜日、2025年4月 - ）

## ネーミングライツ
- セナリオハウスパーク柏たなか - 柏たなか駅前公園（2018年4月1日開園）の命名権を2018年4月1日より5年間、年間150万円で取得。[2][3]
- セナリオハウスフィールド三郷 - 三郷市陸上競技場（2018年6月3日開場）の命名権を2018年5月1日より2021年3月31日まで、年間135万円で取得。[4][5][6]